# 山王神社 (小田原市)

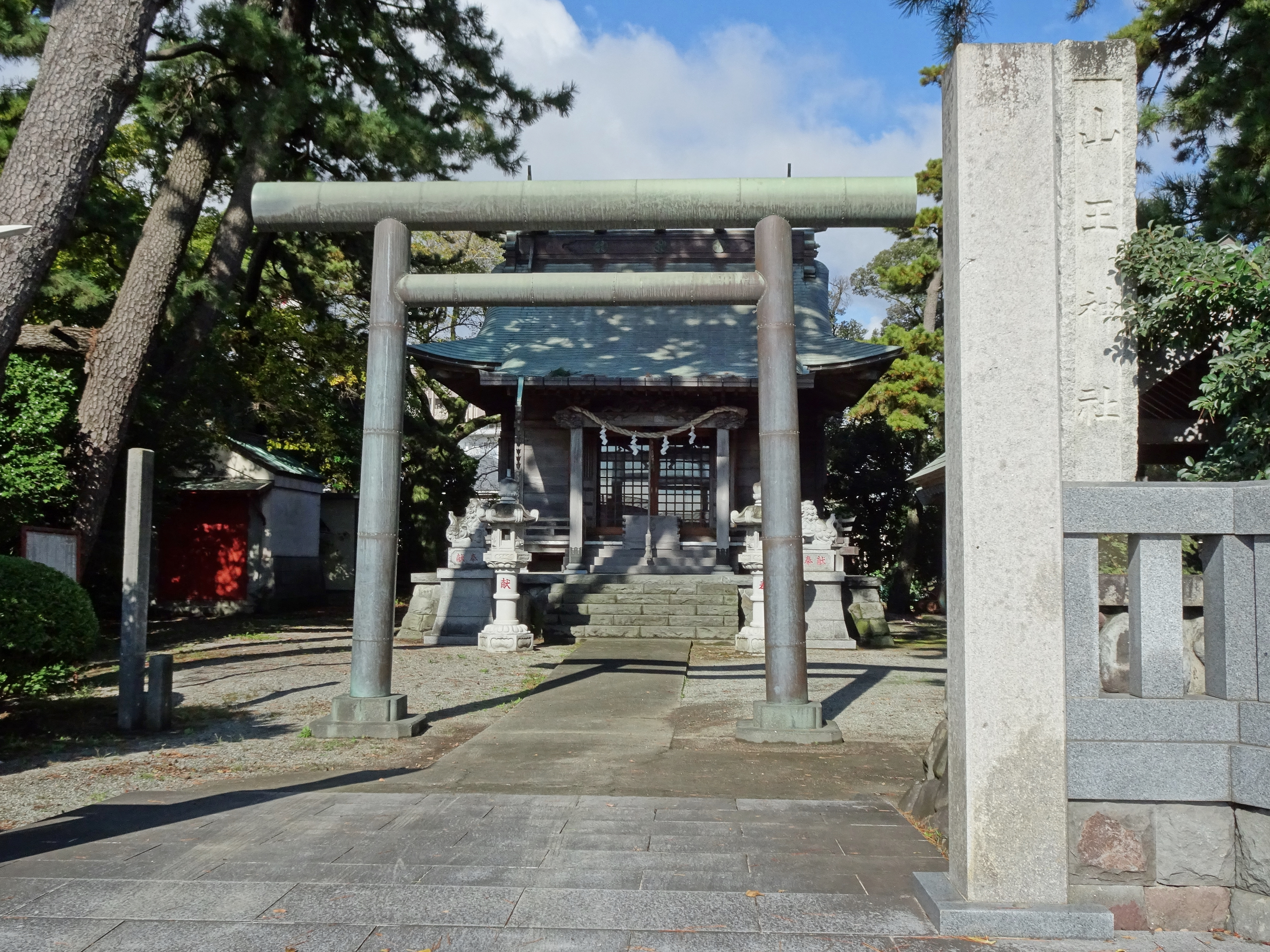
鳥居

山王神社（さんのうじんじゃ）は、神奈川県小田原市浜町に所在する神社。地名を冠して浜町山王神社（はまちょうさんのうじんじゃ）とも称される。

## 概要
小田原城・小田原駅の東方、国道1号（東海道）が山王川の河口近くを横断する「山王橋」「山王橋交差点」付近に鎮座している。
創建は不詳。元々はより南方の沿岸部に鎮座していたが、波によって社殿が破壊されたため、慶長18年（1613年）に現在地へと遷座したとされる。
寛永元年（1624年）には朱子学者・林羅山が当社で星月夜の漢詩を詠んだことから「星月夜の社」とも称された。

## 祭神
- 大山咋命
- 大山祇命
- 少彦名命